# Vleesbrood

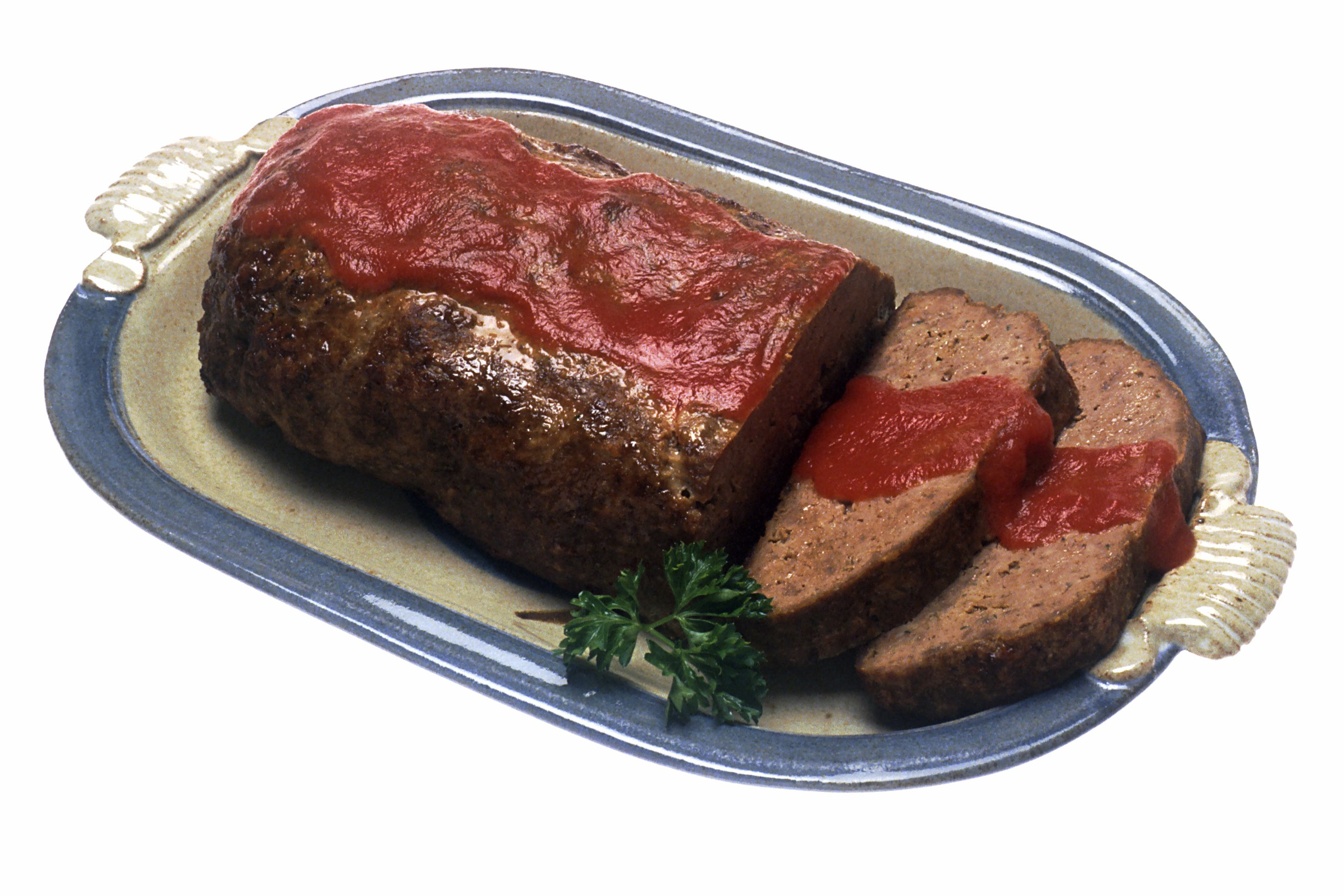
Voorbeeld van vleesbrood

Vleesbrood of fricandon is een gerecht bestaande uit gehakt dat in een oven is gebakken. Het kan zowel warm (als hoofdschotel) als koud (als beleg) gegeten worden. Het is ook bekend onder de naam gehaktbrood.
De basis van een vleesbrood bestaat uit gehakt gebakken in de vorm van een langwerpig brood. Naar eigen smaak kunnen bij dit basisrecept groenten, kruiden of andere zaken door het gehakt gemengd worden, zoals:
- groene kruiden (bijvoorbeeld peterselie)
- fijngesneden groenten zoals paprika, wortels
- spekblokjes
- gekookt ei (geheel of in stukjes)
- ei en/of bloem, paneermeel of (gemalen) brood als bind- en vulmiddel

Industriële versies van het recept worden als vleesbrood en kalfsbrood verkocht. Gewoonlijk zijn die versies fijner gemalen en met meer zetmeel gebonden. Een versie op basis van schaap, geroosterd op het spit, vindt men terug in de goedkopere pita-snacks.